# Asphodelus

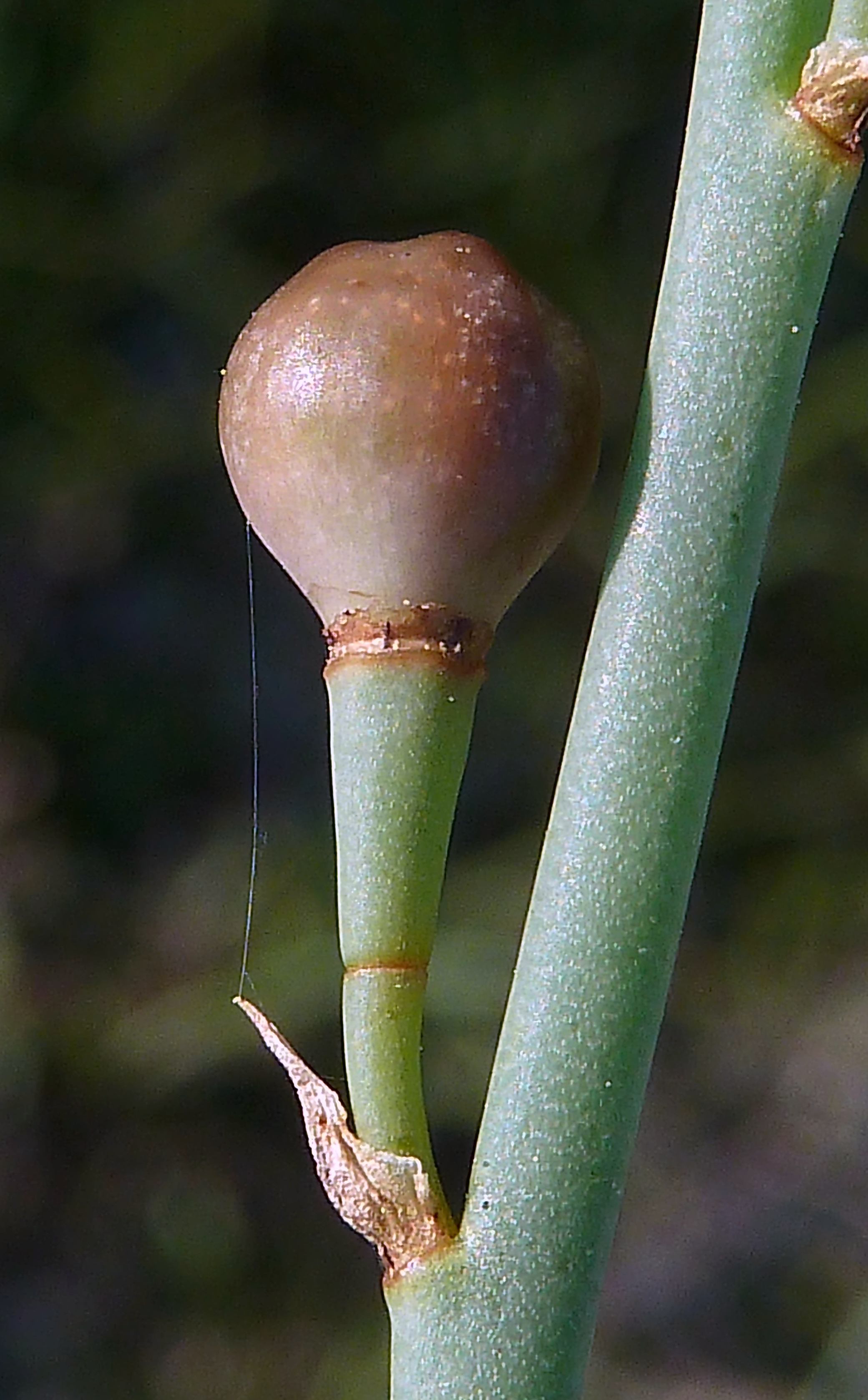
Ejemplo de fruto capsular, todavía inmaduro, con su pedicelo articulado y bracteado en Asphodelus fistulosus.

Los asfódelos (también asfodelos) o gamones (Asphodelus spp.) constituyen un género de plantas vivaces herbáceas, bienales o perennes, oriundas del sur y centro de Europa; se han difundido hoy por todo el mundo como plantas ornamentales, por sus grandes flores, la facilidad de su cultivo, el poco requerimiento de nutrientes, escasa humedad y mucha luz. 

## Descripción
Son plantas herbáceas generalmente con raíces tuberosas y tallos ramificados. Tienen las hojas planas o fistulosas, todas basales. Las flores se organizan en racimo o panícula; tienen los pedicelos bracteados y articulados y los tépalos, prácticamente iguales entre sí, son algo soldados en sus bases; los estambres son de base ensanchada, papilosa, con los internos más largos que los externos, mientras el estilo es solitario. El fruto es una cápsula con el periantio total o parcialmente persistente, y con 1 o 2 semillas trígonas por lóculo.

## Taxonomía
El género fue descrito por Nicholas Edward Brown y publicado en Journal of Botany, British and Foreign 66: 141. 1928.- Creo que hay un error con el Dicrocaulon N.E. Br. Este género es de Linneo.
Etimología
Asphodelus: nombre genérico que deriva del griego antiguo.

## Especies aceptadas
- Asphodelus acaulis Desf.
- Asphodelus aestivus Brot.
- Asphodelus albus Mill.
- Asphodelus ayardii Jahand. & Maire
- Asphodelus bakeri Breistr.
- Asphodelus bento-rainhae P.Silva
- Asphodelus cerasifer Gay
- Asphodelus cerasiferus J.Gay
- Asphodelus fistulosus L.
- Asphodelus gracilis Braun-Blanq. & Maire
- Asphodelus lusitanicus Cout.
- Asphodelus macrocarpus Parl.
- Asphodelus microcarpus Salzm. & Viv.
- Asphodelus ramosus L.
- Asphodelus refractus Boiss.
- Asphodelus roseus Humbert & Maire
- Asphodelus serotinus Wolley-Dod
- Asphodelus tenuifolius Cav.
- Asphodelus viscidulus Boiss.[6]

## Historia
En la antigua Grecia, los asfódelos se colocaban en la tumba de los muertos y se empleaban en las ceremonias fúnebres, en la creencia de que facilitaban el tránsito de los difuntos a los Campos Elíseos, que se creía tapizado de estos. También era costumbre comerlos días antes cuando iban a entrar en batalla.